# SRH Berlin University of Applied Sciences
Die SRH Berlin University of Applied Sciences (vormals SRH Hochschule Berlin, ursprünglich OTA Hochschule) ist eine 2002 gegründete private, staatlich anerkannte Fachhochschule in Berlin.

## Geschichte
Der Unternehmer Erman Tanyıldız leitete im Jahr 2000 die ersten Maßnahmen zur Gründung der Hochschule ein, 2001 wurde den Landesregierungen von Berlin und Brandenburg ein Konzept vorgestellt. Die staatliche Anerkennung der Hochschule erfolgte 2002 durch die Senatsverwaltung für Wissenschaft, Forschung und Kultur in Berlin.
2005 erfolgte der Umzug der Hochschule an den Ernst-Reuter-Platz. Die FIBAA akkreditierte die beiden Bachelorstudiengänge im August und einen Monat später übernahm Rita Süssmuth die Präsidentschaft. Im September 2005 absolvierten die ersten Studierenden der OTA Hochschule als Bachelor of Arts. Von 2005 bis 2009 war Izzet Furgaç Vizepräsident der Hochschule. Seit 2009 ist die Hochschule durch den Wissenschaftsrat akkreditiert. Die institutionelle Akkreditierung der SRH Hochschule Berlin durch den Wissenschaftsrat wurde 2016 von 5 auf den maximalen Zeitraum von 10 Jahren verlängert.
2006 wurde der Lehrbetrieb für den ersten Masterstudiengang „International Strategic Management“ an der Hochschule aufgenommen. Der Masterstudiengang wurde im September 2008 durch die Akkreditierungsagentur für Studiengänge im Bereich Gesundheit und Soziales akkreditiert.

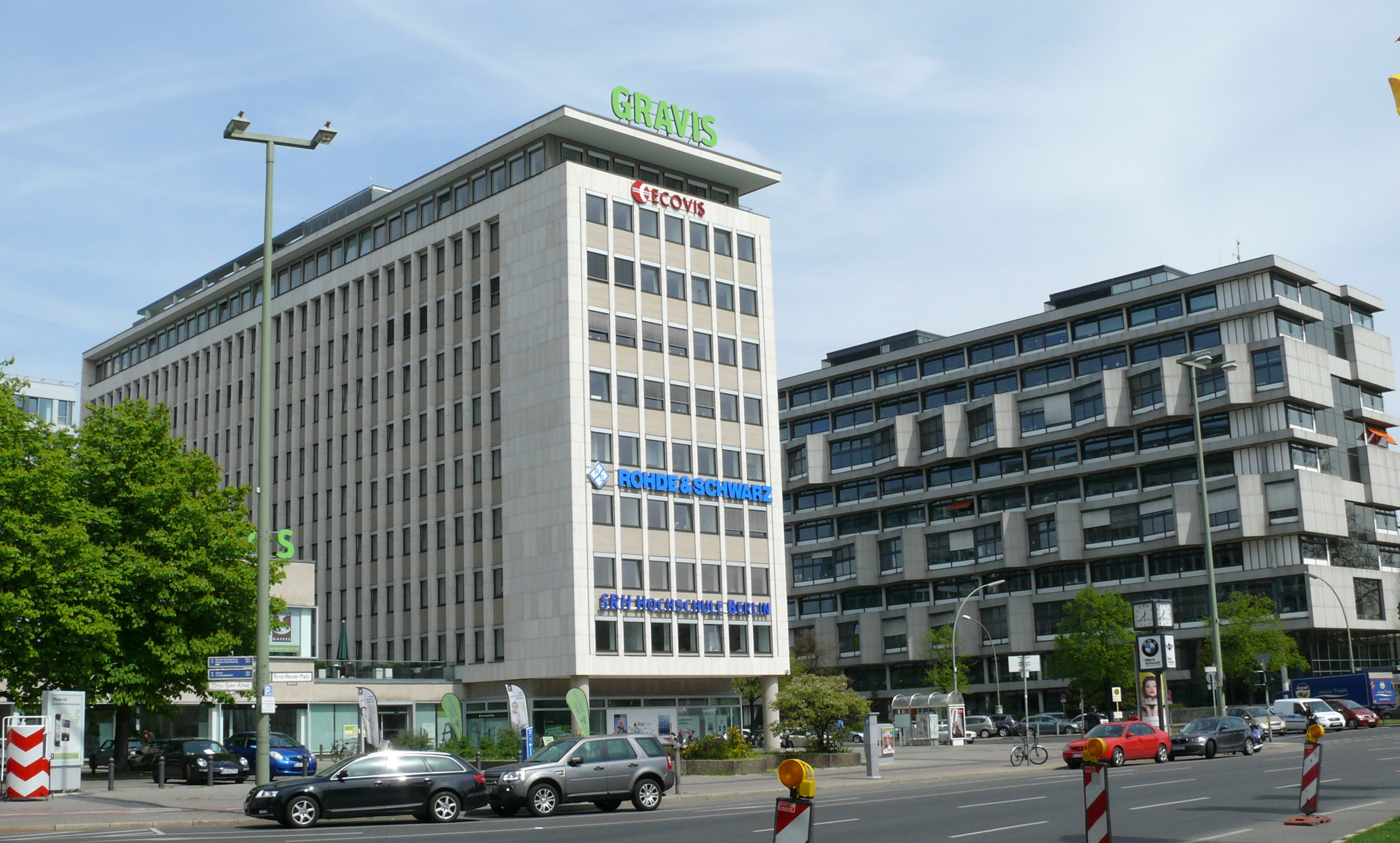
SRH Hochschulstandort bis 2024

Im November 2007 kaufte der private Bildungsanbieter SRH die Hochschule auf und benannte sie in SRH Hochschule Berlin um. Als neuer Geschäftsführer wurde Christoph Glaser eingesetzt, der im März 2010 von Kai Metzner abgelöst wurde.
Im Januar 2010 folgte der bisherigen Präsidentin Rita Süssmuth der neue Präsident Peter Eichhorn nach. Rita Süssmuth wurde Ehrenpräsidentin.
Seit September 2012 gehört die Dresden School of Management (ehemalig: SRH Hotel-Akademie Dresden) als Campus Dresden zur SRH Hochschule Berlin.
Im Februar 2013 hat die Hochschule ihr neues Seminargebäude auf dem Campus am Ernst-Reuter-Platz eröffnet. Im Oktober 2014 übernahm Victoria Büsch das Amt der Präsidentin.
Ab dem 1. Oktober 2015 übernahm die SRH Hochschule Berlin die Studiengänge der Best-Sabel-Hochschule Berlin.
2017 eröffnete die SRH Hochschule Berlin gemeinsam mit den ebenfalls zur SRH Holding gehörenden Hochschulen design akademie berlin, SRH Hochschule für Kommunikation und Design und SRH Hochschule der populären Künste das SRH Start-up Lab Berlin. Gemeinsam mit diesen beiden Hochschulen ging die SRH Hochschule Berlin 2017 in die neu gegründete Trägergesellschaft SRH Hochschulen Berlin GmbH über.
Im Jahr 2019 erfolgte die Umbenennung in SRH Berlin University of Applied Sciences. 
Im September 2023 wurde mit der SRH Hochschulen GmbH eine neue Trägergesellschaft gegründet. Diese dient als gemeinsamer Träger für die SRH Hochschulen in Berlin, Baden-Württemberg und Nordrhein-Westfalen. Sie hat ihren Sitz in Heidelberg. 2024 wurden verschiedene Hochschulstandorte in Berlin an einem gemeinsamen Campus in Neukölln zusammengelegt.

## Studiengänge am Campus Berlin
In Berlin werden Studiengänge wie beispielsweise Internationale Betriebswirtschaftslehre, Tourismus- und Eventmanagement, Management, Engineering and International Business, Computer Science und mehr angeboten.

## Studiengänge am Campus Dresden
Am Campus Dresden (Dresden School of Management) werden duale und Vollzeit-Studiengänge der Sozialen Arbeit, Internationales Tourismus- und Eventmanagement, Internationales Hotelmanagement, Wirtschaftspsychologie, International Business and Leadership, Hospitality Management and Leadership sowie Healthcare Management angeboten.